# María Antonieta García Meza
María Antonieta García Meza de Pacheco (Sucre, 1941) es una pianista, e investigadora de la historia de la música boliviana. Es conocida por su obra Estudios de la música boliviana y su labor de rescate e identificación de documentación histórica como partituras de compositores bolivianos como Simeón Roncal.

## Biografía

### Formación
María Antonieta García Meza nació en la ciudad de Sucre, al suroeste de Bolivia.  Aprendió a tocar el piano desde sus cuatro años y a sus nueve años realizaba recitales privados,al llegar a la edad de decidir su profesión se decidió por la música. Realizó estudios en el Conservatorio Dramático y Musical de Sao Paulo, y en el Instituto Santa Elvira de Santiago de Chile, posteriormente se inscribió en la Escuela de maestros de Sucrepara convertirse en maestra de música. Durante su periodo de formación se hizo consciente de la poca información que existía sobre la música boliviana y decidió iniciar su trabajo de investigación recopilando partituras, grabaciones y testimonios sobre la evolución de este arte en el territorio de su país.
Su obra "Estudios de la música boliviana" que compila partituras originales de compositores bolivianos como Simeón Roncal, Miguel Ángel Valda, Teófilo Vargas, José Lavadenz, Eduardo Caba, Adrián Patiño y el peruano Pedro Ximenes Abril y Tirado, fue expuesta en  la universidad de Saint John’s, en las Naciones Unidas y en la Librería Pública de Nueva York en 2019.

## Obra
- Estudios de la música boliviana, Tomo I
- Estudios de la música boliviana, Tomo II, 2015[6]

## Premios y distinciones
- Declaración Camaral de reconocimiento, de la cámara de Senadores, 2018.[8]
- Galardón Rosalía Arteaga ,The Glocal Women Foundation, 2024[9]